# Leon Črnčič
Leon Črnčič, slovenski nogometaš, * 2. marec 1990.
Črnčič je slovenski profesionalni nogometaš, ki igra na položaju vezista. Od leta 2022 je član slovenskega kluba Jurovski Dol. Pred tem je igral za slovenska Aluminij in Rudar Velenje, angleški Leicester City in avstrijski SV Wildon. Skupno je v prvi slovenski ligi odigral 229 tekem in dosegel 20 golov. Bil je tudi član slovenske reprezentance do 17, 19, 20 in 21 let. 